# 中国人民政治协商会议全国委员会办公厅外事局
中国人民政治协商会议全国委员会办公厅外事局（简称全国政协办公厅外事局），与中国人民政治协商会议全国委员会外事委员会办公室（简称全国政协外事委员会办公室，又称中国人民政治协商会议全国委员会办公厅九局，简称全国政协办公厅九局）一个机构两块牌子，是中国人民政治协商会议全国委员会外事委员会的办事机构，也是中国人民政治协商会议全国委员会机关的工作部门之一，隶属中国人民政治协商会议全国委员会办公厅。

## 沿革
1982年，全国政协设外事处。1985年成立外事局。主要职责是：“在秘书长的领导下，协助外事委员会和机关办理外事工作。主要工作有：协助外事委员会和机关开展同各国对口组织或类似对口组织之间的友好交往，拟定有关计划、请示和报告；协助做好来访团和出访团的组织与接待工作；负责政协全国委员会出访团和政协委员出国、探亲的护照、签证的申办工作；配合有关单位，安排和协调政协全国委员会主席、副主席、常务委员，委员、秘书长、副秘书长参加的国内外事活动；编写‘各国对口或类似组织概况’和‘外事简报’、‘外事消息’和对外宣传材料，了解国际动向，及时反映情况，提出建议；协助组织和召集有关地方政协的同志参加政协外事工作会议，交流情况，总结经验；办理领导交办的其他工作。”
1994年10月全国政协机构改革方案中规定外事局的新的主要职责是：“在秘书长领导下，负责安排政协对外友好交往工作，具体安排主席、副主席、秘书长、常委、副秘书长的外事活动；负责出访团组和接待外国来访团组的协调组织工作；承担外事委员会的秘书、服务工作；处理同国外有关组织的来往函电和对外联系，负责协调各专门委员会和机关各局、室对外交往等。”自此，全国政协办公厅外事局也是中国人民政治协商会议全国委员会外事委员会办公室（简称全国政协外事委员会办公室），一个机构两块牌子。

## 机构设置
- 办公室[2]
- 综合处[3]
- 国际组织处[2]
- 联络处

……

## 历任领导
| 局长 …… - 张道诚（？—？） …… - 王民（2005年—2007年） - 夏纪慧（？—？） - 荆文煌（？—） - 史国辉（？—） | 副局长 - 张道诚（1985年—？） …… - 夏纪慧（？—？） - 谢波华（？—？） - 李学明（？—？） - 王毅存（？—？） - 陈岚（？—？） - 袁芳（？—？） - 吴玑中（？— ） 副巡视员 - 喻中春（？—？） |